# Saxifraga burserana
Saxifraga burserana är en stenbräckeväxtart som beskrevs av Carl von Linné. Saxifraga burserana ingår i Bräckesläktet som ingår i familjen stenbräckeväxter. Inga underarter finns listade i Catalogue of Life.